# جيسي كوين ثورنتون
جيسي كوين ثورنتون (بالإنجليزية: Jesse Quinn Thornton)‏ هو كاتب وسياسي أمريكي، ولد في 24 أغسطس 1810 في بوينت بليزانت في الولايات المتحدة، وتوفي في 5 فبراير 1888 في سايلم في الولايات المتحدة. حزبياً، نشط في الحزب الجمهوري. وقد انتخب عضو مجلس نواب أوريغون.